# Peresvet
Peresvet je ruské město ležící v Moskevské oblasti asi 90 km severovýchodně od Moskvy a 17 kilometrů severně od města Sergijev Posad v nadmořské výšce 230 metrů. Leží na řece Kuňja a k roku 2010 mělo 14 147 obyvatel.
Založeno bylo v roce 1948, pojmenováno bylo nejprve jako Novostroyka.